# Лемуроподобни
Лемуроподобните (Lemuriformes) са примати от групата на полумаймуните, които се срещат само на о-в Мадагаскар и Коморските о-ви. Наименованието лемур идва от латинската дума lemures, за нощни духове или призраци. Така са наречени вероятно заради тъмните кръгове около големите им, светлоотразяващи очи и воят, който надават някои видове (като индри напр.). Освен представителите на четирите семейства Лемуроподобни, традиционно като лемури се определят и Ръконожките (Chiromyiformes). Типичен представител на лемурите е т.нар. Котешки лемур, ката или Пръстеноопашат лемур (Lemur catta).

## Физическа характеристика
Лемуроподобните имат различни размери, като Мишият лемур тежи едва 30 гр., а индри до 10 кг. С изключение на последния, всичките имат дълга опашка с която балансират по клоните и при скокове между дърветата, а някои видове използват опашките си и за комуникация. Лапите им са приспособени за хващане, палеца се противопоставя на останалите пръсти и имат плоски нокти като човешките, с изключение нокътя на втория пръст, който е като гребен за почистване на козината. Всички видове имат рефлекторна мембрана (тапетум) зад ретината на окото, за по-добро нощно виждане и очите им светят в тъмното. Предполага се, че имат цветно зрение. Разчитат и на силното си обоняние – за разлика от същинските Маймуни (Haplorrhini), носът им е винаги влажен, подобен на кучешкия.

## Начин на живот
Като цяло по-дребните видове са активни нощем и са всеядни. Хранят се с плодове, цвят (някои и с нектар), листа и насекоми, паякообразни и гущери. По-големите видове са предимно дневни и растителноядни, но понякога разнообразяват диетата си с насекоми. Всички видове водят дървесен начин на живот, с изключение на Котешкия лемур, който прекарва по-голяма част от времето си на земята. Характерна особеност на лемурите е тяхната матриархална социална структура (в семейството женските доминират над мъжките).

## Класификация
- Разред Primates – Примати
  - Подразред Strepsirrhini – Полумаймуни
    - Инфраразред Lemuriformes – Лемуроподобни
      - Надсемейство Cheirogaleoidea
        - Семейство Cheirogaleidae – Лемури джуджета (30 вида)

      - Надсемейство Lemuroidea
        - Семейство Lemuridae – Лемурови (19 вида)
        - Семейство Lepilemuridae – Тънкотели лемури (26 вида)
        - Семейство Indriidae – Индриеви (19 вида)

## Природозащитен статус
Повечето лемури са редки или застрашени видове (виж Червения списък на световнозатрашените видове на IUCN.) През последните няколко века много видове са изчезнали напълно вследствие изсичането на горите на Мадагаскар и лова от местни жители.